# Bon appétit bien sûr
Cet article possède un paronyme, voir Bon Appétit (homonymie).
Bon appétit bien sûr est une émission de télévision sur la cuisine, diffusée sur France 3 de 2000 à 2009 et sur Gourmet TV jusqu'en 2005, présentée par Joël Robuchon et produite par Guy Job.

## L'émission
Chaque jour (du lundi au vendredi), le cuisinier Joël Robuchon est accompagné d'un autre chef cuisinier qui propose une recette culinaire plus ou moins courante. Parmi les chefs cuisiniers sollicités ont figuré les grands noms de la gastronomie tel que Anne-Sophie Pic, Alain Ducasse, Marc Veyrat ou Pierre Hermé. 
La phrase finale qui clôt l'émission est : « Au revoir ! Et bon appétit bien sûr ! ».
La première diffusion de l'émission a lieu en 2000 sur France 3. Elle est produite par Guy Job.
L'émission a rencontré un franc succès auprès des téléspectateurs français. Elle se basait sur des émissions courtes mettant en valeur des recettes simples aux couts souvent modestes et faisant la part belle au terroir français. Des astuces culinaires y étaient partagées dans le but de désacraliser la grande cuisine. 
De 1996 à 1999, Joël Robuchon avait déjà animé une émission culinaire sur TF1, Cuisinez comme un grand chef.

## L'indicatif musical
L'indicatif musical du générique de l'émission est une adaptation du largo al factotum La ran la re la ran la la du Barbier de Séville de Gioachino Rossini,.

## Pour approfondir